# Убілава Елізбар Елізбарович
Елізбар Убілава (груз. ელიზბარ უბილავა; нар. 27 серпня 1950, Тбілісі) — грузинський шахіст і шаховий тренер (старший тренер ФІДЕ від 2004 року), представник Іспанії від 2005 року, гросмейстер від 1988 року.

## Шахова кар'єра
1967 року єдиний раз у своїй кар'єрі виступив у фіналі чемпіонату СРСР, посівши 39-те місце серед 126 спортсменів. У 1974 і 1986 роках вигравав чемпіонат Грузинської РСР.
Неодноразово брав участь у міжнародних турнірах, досягнувши успіхів, зокрема, у таких містах, як:
- Тренч'янське-Теплице (1985, посів 1-ше місце),
- Варна (1985, поділив 1-ше місце разом з Райнером Кнааком i Венціславом Інкьовим),
- Тбілісі (1988, поділив 1-ше місце разом з Валентином Луковим),
- Алма-Ата (1989, поділив 1-ше місце позаду Євгена Владімірова, разом з Анатолієм Мачульським),
- Рим (1990, поділив 2-ге місце позаду Ентоні Майлса, разом з євгеном Барєєвим, Міодрагом Тодорчевичем, Рейнальдо Верою i Василем Смисловим),
- Сан-Себастьян (1991, поділив 1-ше місце разом із Зурабом Азмайпарашвілі, Георгієм Георгадзе, Геннадієм зайчиком, Бранко Дамляновичем, Джонні Гектором i Жужею Полгар),
- Толедо (1991, посів 2-ге місце позаду Зураба Азмайпарашвілі),
- Ельгойбар (1992, посів 1-ше місце),
- Розас (1992, посів 2-ге місце позаду Кевіна Спраггетта),
- Емпуріябрава (1997, посів 1-ше місце),
- Монтанчес (1998, посів 1-ше місце),
- Бенаске (2001, посів 1-ше місце; 2005, поділив 1-ше місце разом з Александиром Делчевим; 2006, поділив 2-ге місце позаду Олега Корнєєва, разом з Олександром Ковчаном, Ніджатом Мамедовим i Сергієм Каспаровим),
- Ла-Рода (2005, поділив 2-ге місце позаду Олега Корнєєва, разом з Алексою Стриковичем, Васілом Спасовим i Александиром Делчевим),
- Мальорка (2005, поділив 1-ше місце разом з Сергієм Кривошеєю),
- Касерес (2006, поділив 1-ше місце разом з Алоном Грінфельдом, Атанасом Колевим i Ібрагімом Хамракуловим).
- Альмерія (2008, поділив 1-ше місце разом з Хуліо Грандою).

Найвищий рейтинг Ело в кар'єрі мав станом на 1 січня 1999 року, досягнувши 2561 балів займав тоді 5-те місце серед грузинських шахістів.
Значних успіхів також досягнув як тренер. Співпрацював з чемпіонами світу Анатолієм Карповим і Вішванатаном Анандом.

## Зміни рейтингу
| На цьому місці має відображатися графік чи діаграма, однак з технічних причин його відображення наразі вимкнено. Будь ласка, не видаляйте код, який викликає це повідомлення. Розробники вже працюють для того, щоби відновити штатне функціонування цього графіка або діаграми. | |
| | На цьому місці має відображатися графік чи діаграма, однак з технічних причин його відображення наразі вимкнено. Будь ласка, не видаляйте код, який викликає це повідомлення. Розробники вже працюють для того, щоби відновити штатне функціонування цього графіка або діаграми. |